# Kid Loco
Kid Loco, egentligen Jean Yves Prieur, född 16 juni 1964 i Antony, är en fransk artist, DJ, remixer och musikproducent. Vissa tycker hans stil påminner om Air, Saint Etienne och Stereolab. Hans mest kända album är A Grand Love Story, från 1997.

## Diskografi
- Blues Project (1996)
- A Grand Love Story (1997)
- Jesus Life for Children Under 12 Inches (1999)
- Prelude To A Grand Love Story (remixalbum, 1999)
- DJ-Kicks: Kid Loco (1999)
- Kill Your Darlings (2001)
- Kill Your Darlings - Instrumental Version (2002)
- Kid Loco Vs. Godchild - (100% official reissue CD1) (2002)(remixer CD2)
- Another Late Night: Kid Loco (DJ mix album, 2003)
- The Graffiti Artist (Original Soundtrack) (2005)
- Monsieur Gainsbourg Revisited (Tribute to Serge Gainsbourg) (2006) (producent)
- Confessions Of A Belladonna Eater (2011)